# Pál Szinyei Merse

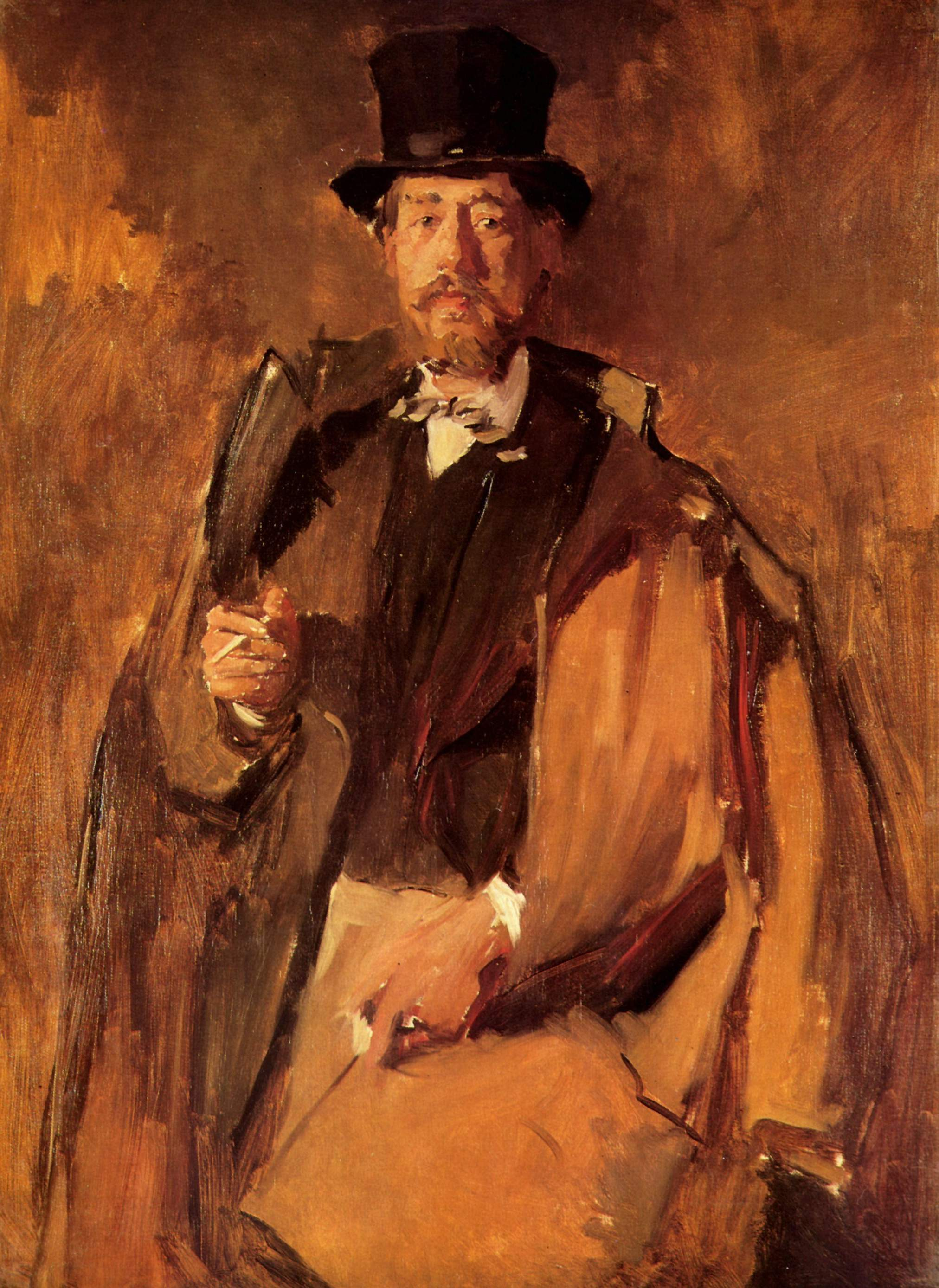
Porträt Merses von Wilhelm Leibl (1869)

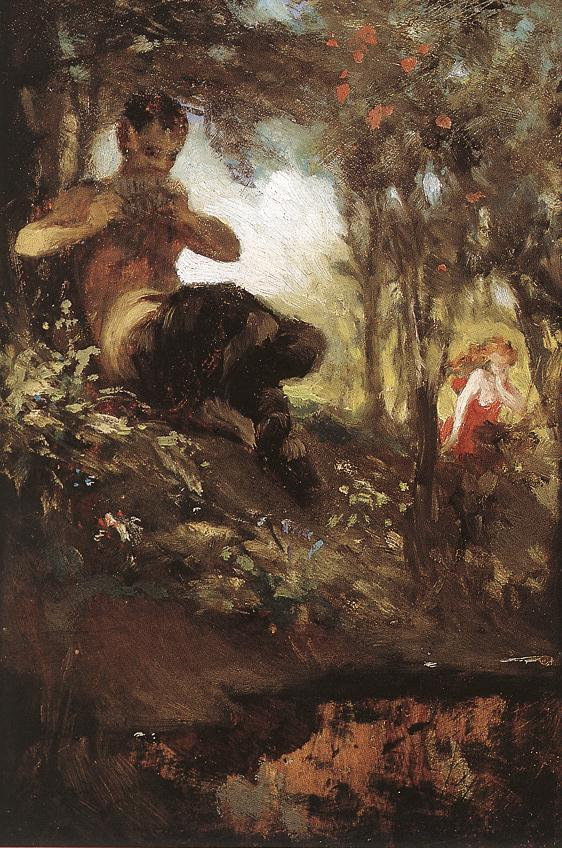
Faun és nimfa (1867)

Pál Szinyei Merse (* 4. Juli 1845 in Szinyeujfalu, Komitat Sáros, Kaisertum Österreich; † 2. Februar 1920 in Jernye, Tschechoslowakei; auch Paul Merse von Szinyei) war ein ungarischer Maler.

## Leben
Pál Szinyei Merse studierte ab 1864 in München Malerei bei Sándor Wagner und 1867 bis 1869 bei Karl von Piloty. Er traf dort unter anderem Arnold Böcklin, Gabriel Max, Hans Makart und Wilhelm Leibl. Von letzterem inspiriert, wandte er sich der realistischen Freilichtmalerei zu.
Sein Hauptwerk Frühstück im Freien (1872/73) wurde lange Zeit von seinen Zeitgenossen nicht verstanden. Daher zog Szinyei Merse sich ab 1882 zurück, hörte zeitweise auf zu malen. Er lebte als ungarischer Edelmann und  wurde Mitglied des ungarischen Parlaments (1879 bis 1901). In dieser Zeit trat er für eine Reform der Künstlerausbildung ein. 1905 überredeten ihn Freunde, sein Frühstück im Freien nochmals in Budapest auszustellen, wo es stürmisch gefeiert wurde. In den Folgejahren erhielt er zahlreiche Preise und Auszeichnungen, wie 1900 in Paris, 1901 in München, 1904 in St. Louis, 1910 in Berlin und 1911 in Rom. Als er 1908 Paris besuchte, entwickelte er unabhängig von anderen impressionistischen Malern seinen Stil, der sein Hauptwerk kennzeichnet: die Farben der Bilder stellt er aus harmonischen Komplementärfarben zusammen und setzt Lichteffekte ein.
1905 wurde er Direktor der Hochschule der Bildenden Künste in Budapest. Von dieser Zeit bis zu seinem Tod förderte er junge Künstler und unterstützte die Arbeit an der Künstlerkolonie von Nagybánya (heute: Baia Mare, Rumänien). 1908 gründete er Ungarns erste Gesellschaft für moderne Kunst und den Kreis ungarischer Impressionisten und Naturalisten. Bereits kurz nach seinem Tod 1920 gründeten einige seiner Schüler, unter anderem István Arató, die Szinyei-Merse-Gesellschaft, die besonders bis zum Zweiten Weltkrieg künstlerisch einflussreich war.
Szinyei Merses Cousin war der Landschaftsmaler Julius von Gundelfinger. Mit ihm unternahm er in den 1870er Jahren Exkursionen in der Münchner Umgebung.

## Werke (Auswahl)
- Segelboot am Starnberger See (1867)
- Frühstück im Freien (1872/1873)
- Frau in violettem Kleid (1874)
- Ballon von Pál (1882)